# زیگبرت اشمایسر
زیگبرت اشمایسر (انگلیسی: Siegbert Schmeisser؛ زادهٔ ۲۴ مارس ۱۹۵۷) دوچرخه‌سوار اهل آلمان است.